# Eusthenia nothofagi
Eusthenia nothofagi är en bäcksländeart som beskrevs av Peter Zwick 1979. Eusthenia nothofagi ingår i släktet Eusthenia och familjen Eustheniidae. IUCN kategoriserar arten globalt som otillräckligt studerad. Inga underarter finns listade i Catalogue of Life.